# Kupferschiefer

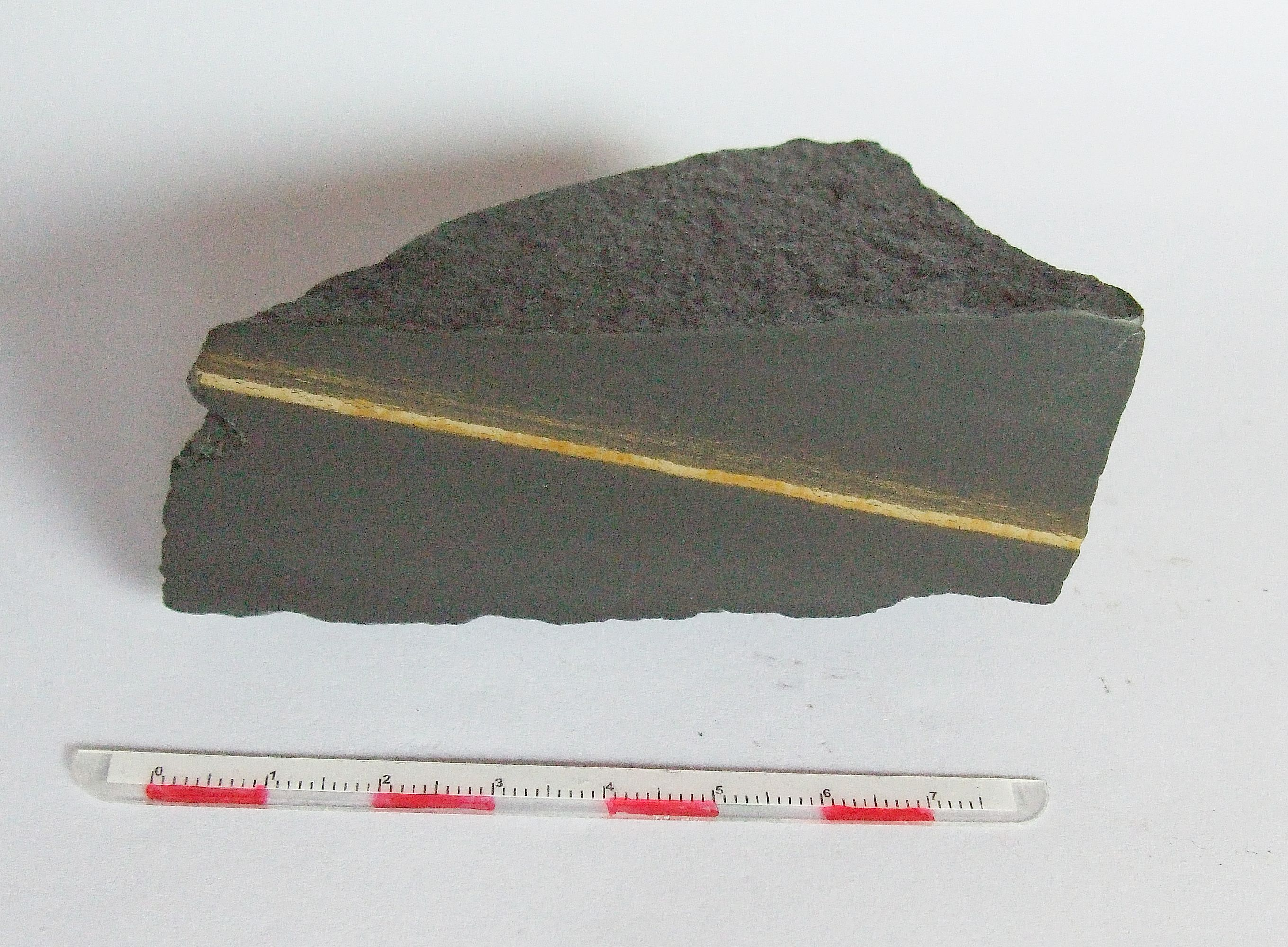
Angeschliffenes Kupferschiefer-Handstück aus dem Mansfelder Revier mit „Erzlineal“ aus vermutlich Chalkopyrit (Kupferkies)

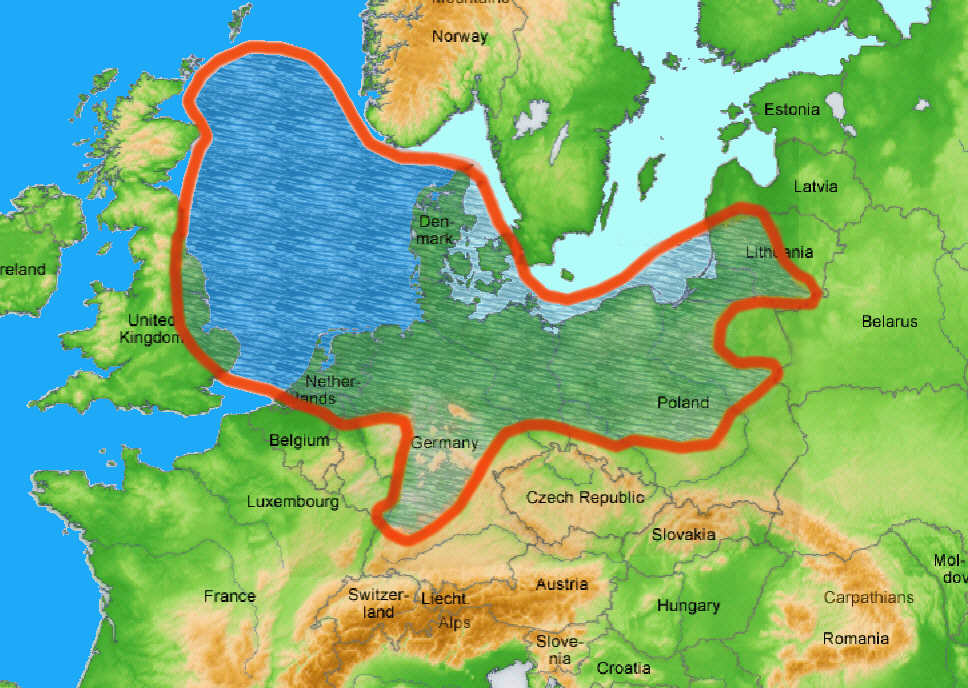
Ausdehnung des Zechsteinbeckens vor ca. 255 Millionen Jahren (rot umrandet) im Vergleich zur aktuellen Geographie Mitteleuropas

Der Kupferschiefer ist eine in Mitteleuropa vor allem im Untergrund weit verbreitete Gesteinsschicht oberpermischen Alters, die durch kalkhaltige, von organischer Substanz und fein verteiltem Pyrit dunkel gefärbte, feingeschichtete marine Tonsteine gekennzeichnet ist. Seinen Namen verdankt der Kupferschiefer dem Umstand, dass er lokal stark mit sulfidischen Kupfer-, Zink- und Bleierzmineralen und, an diese gebunden, einer Vielzahl weiterer Metalle (u. a. Silber) angereichert ist.
Trotz seiner Bezeichnung ist das Gestein des Kupferschiefers kein Schiefer im petrographischen Sinn, da dessen „Schieferung“ nicht durch den Druck einer Gebirgsbildung erzeugt wurde, wie z. B. die des Thüringer Dachschiefers. Die schiefrige Spaltbarkeit des Materials geht stattdessen schlicht auf die ursprüngliche Schichtung und die Kompaktion des Tonsedimentes durch den Auflastdruck auflagernder jüngerer Sedimentschichten zurück.

## Stratigraphie
Der Kupferschiefer wurde während der Wuchiaping-Stufe des Oberen Perm (Lopingium), dem letzten Abschnitt des Erdaltertums (Paläozoikum) vor etwa 258 Millionen Jahren abgelagert. Er markiert nach langer Festlandszeit den Beginn einer Periode der Meeresbedeckung im heutigen Zentraleuropa. Diese Periode ist in Gestalt der Zechstein-Serie geologisch dokumentiert. Der Kupferschiefer gilt offiziell als unterste und älteste Ablagerung der Werra-Formation, die wiederum die unterste und älteste Formation des Zechsteins ist. Er ist einer der markantesten geologischen Leithorizonte in Deutschland und Europa.

## Verbreitung und Fazies

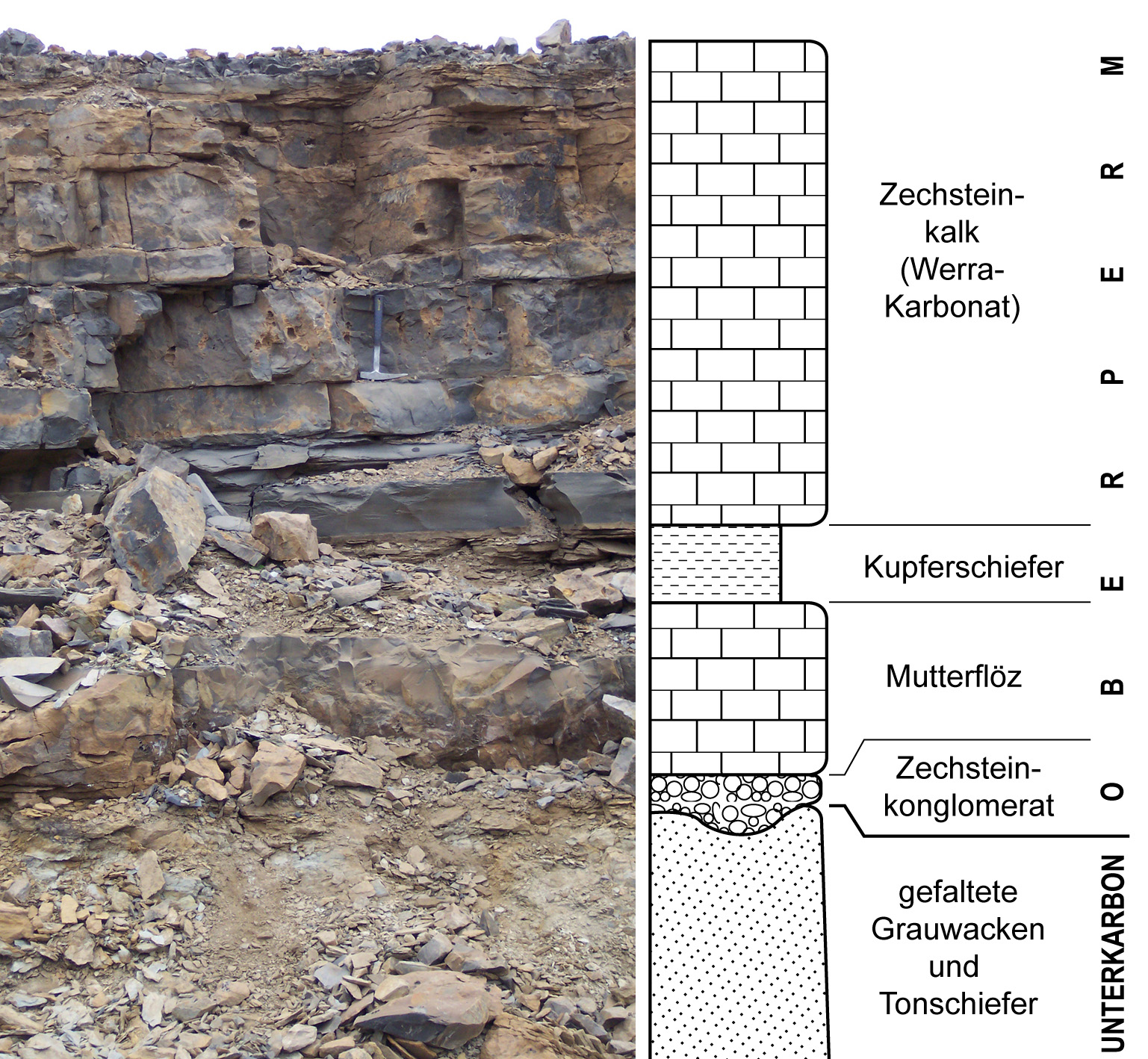
Zechstein-Transgression im südlichen Randbereich des Zechsteinbeckens: Karbonate (Mutterflöz, Zechsteinkalk), hier dunkel gefärbt und stark C_{org}-haltig, einschließlich des Kupferschiefers (bräunlich verwittert), lagern diskordant auf steilgestellten Grauwacken und Tonschiefern des Unterkarbon (Großtagebau Kamsdorf bei Saalfeld, Thüringen).

Das Meer, in dem die Sedimente der Zechstein-Serie abgelagert wurden, wird als das Zechsteinmeer bezeichnet. Das Becken, in dem dieses Meer sich ausbreitete, heißt entsprechend Zechsteinbecken. Es reichte von Ostschottland und Nordostengland über die Niederlande und Dänemark, Deutschland und Polen bis nach Litauen. Der Meereseinbruch, die sogenannte Zechstein-Transgression, erfolgte von Norden durch einen Grabenbruch, der sich zwischen Norwegen und Nordostgrönland (seinerzeit unmittelbar benachbart, weil der Nordatlantik erst mehr als 150 Millionen Jahre später entstand) eingesenkt hatte. Der Kupferschiefer und dessen stratigraphische Äquivalente (z. B. der englische Marl Slate) sind über nahezu das gesamte Zechsteinbecken verbreitet. Sie liegen entweder auf der Varisziden-Molasse des Oberkarbons und des Unter- und Mittelperms (Rotliegend) oder direkt auf den gefalteten Gesteinen des Variszischen Gebirgsrumpfes. In letzterem Fall spricht man auch von der Zechstein-Diskordanz.
Die Ablagerungen des Zechsteins, und mit ihnen die des Kupferschiefers, sind nicht im gesamten Becken gleichartig ausgebildet. Es wird eine Beckenfazies (auch als Normalfazies bezeichnet, repräsentiert einen Beckenbereich mit relativ hoher Meerestiefe), eine Randfazies (mittlere Meerestiefe) und eine Schwellenfazies (relativ geringe Meerestiefe oder keine Meeresbedeckung) unterschieden.
In der Beckenfazies, die flächenmäßig den größten Anteil im Zechsteinbecken einnimmt, ist der Kupferschiefer in typischer Weise als feingeschichteter (laminierter) Schwarztonstein mit Karbonatanteilen von 10–40 %, einem Gehalt an organischem Kohlenstoff (Corg) von 0,5–13 % und mit Mächtigkeiten zwischen wenigen Zentimetern und wenigen Dezimetern ausgebildet. Die Feinschichtung repräsentiert eine Wechsellagerung dunkler, Corg-reicher Lagen und hellerer karbonatreicherer Lagen. Die Meerestiefe, in denen die Beckenfazies des Kupferschiefers abgelagert wurde, betrug vermutlich mehr als 200 Meter.
In der Randfazies erreicht der Kupferschiefer größere Mächtigkeiten und Karbonatgehalte (z. B. 2 Meter bzw. 70 % im Niederrheinbecken). Die karbonatreichen hellen Lagen der Lamination können abschnittsweise mächtiger sein als die Corg-reichen dunklen Lagen, was dem Gestein ein generell helleres Aussehen verleiht. Zudem können bis zu einige Zentimeter mächtige, hellgraue, tonig-siltige Sedimente eingeschaltet sein, die als distale Tempestite (Sturmablagerungen) gedeutet werden. Aufgrund des helleren Aussehens und des höheren Karbonatgehaltes wird der Kupferschiefer der Randfazies auch informell als „Kupfermergel“ bezeichnet.
Die Schwellenfazies beschränkt sich auf jene Beckenregionen, die vor Einbruch des Zechsteinmeeres keine Rotliegend-Ablagerung erfuhren. Dort hatte sich aufgrund der Wechsellagerung steilgestellter, unterschiedlich verwitterungs- und erosionsresistenter Gesteinsschichten ein z. T. kräftiges Paläorelief mit kleinräumigen Schwellen und Mulden ausgebildet. Entsprechend stark schwanken dort die Mächtigkeiten des Kupferschiefers: in den Mulden ist sie relativ hoch, und zu den Kleinschwellen hin nimmt sie ab. Teilweise keilt der Kupferschiefer an den Kleinschwellenrändern sogar komplett aus. Nicht selten sind dem Kupferschiefer in der Schwellenfazies zentimetermächtige grobkörnigere Sedimente (schillführende Kalksteine, Sandsteine, Konglomerate) eingeschaltet, die auf Rutschungen zurückgehen oder proximale Tempestite darstellen.

## Entstehung
Der typische Kupferschiefer der Beckenfazies ist durch das Absinken von Tonpartikeln zu einem Sediment und die anschließende Verfestigung des Sedimentes entstanden. Seine charakteristische schwarze Färbung geht auf den relativ hohen Anteil an Corg und fein verteiltem Pyrit (Schwefelkies, FeS2) zurück. Corg- und Pyritanteil sind hoch, weil die Ablagerung unterhalb der sogenannten Redox-Sprungschicht erfolgte, d. h. das Meerwasser war geschichtet, mit einer sauerstoffreichen Schicht nahe der Meeresoberfläche und einer sauerstofffreien (anoxischen, euxinischen) Schicht darunter, und die Redox-Sprungschicht bildete die Grenzfläche zwischen beiden Wasserkörpern. Im anoxischen Tiefenwasser wurde organisches Material, das zusammen mit den Tonpartikeln den Meeresboden erreichte, von anaeroben Mikroorganismen mittels Desulfurikation (Reduktion von Sulfat zu Schwefelwasserstoff, H2S) zersetzt. Dadurch blieb zum einen viel Corg erhalten, zum anderen wurde das Tiefenwasser mit H2S angereichert, was zur Ausfällung von Pyrit führte. Die unvollständige Umsetzung der organischen Substanz im und am Meeresboden zur Ablagerungszeit des Kupferschiefers ist eine wichtige Ursache für die gute Erhaltung der darin enthaltenen Makrofossilien (der Großteil des Corg im Kupferschiefer stammt allerdings von abgestorbenen Algen). Das reduzierende Milieu ist zudem verantwortlich für die Entfärbung von Rotliegend-Sedimenten, die den Kupferschiefer unmittelbar unterlagern („Grauliegendes“).
Die Schichtung des Meerwassers bzw. die Entstehung einer sauerstofffreien Zone im freien Wasser hängt unmittelbar mit der Zechstein-Transgression zusammen. Die Ablagerung des Kupferschiefers fällt in jenen Zeitraum, in dem der Meeresspiegel im Zechsteinbecken am schnellsten anstieg (engl.: maximum flooding). Ein schnell ansteigender Meeresspiegel bedeutet schnelles landwärtiges Vordringen des Meeres und damit die rasche Überflutung ausgedehnter Festlandsbereiche mit nährstoffreichen Böden. So gelangten in kurzer Zeit große Mengen an Nährstoffen ins Meerwasser, was zu einer explosiven Vermehrung von Algen führte. Nach Absterben und Absinken der Algen zum Meeresboden wurde der dort vorhandene Sauerstoff relativ zügig infolge der Zersetzung des organischen Materials durch aerobe Mikroorganismen verbraucht. Die Redox-Sprungschicht, die normalerweise im Sediment liegt, stieg in den Wasserkörper auf und es stellten sich anoxische bzw. euxinische Bedingungen im Tiefenwasser ein, die langfristig für eine weitere Anreicherung organischer Substanz sorgten. Zudem ist der Eintrag von Sedimentpartikeln in ein Meer während einer Transgression generell gering. Auch dies begünstigte die Anreicherung von Corg und Pyrit am Meeresboden und damit die Bildung eines Schwarztonsteins an der Basis der Zechstein-Abfolge. Erst mit der Verlangsamung der Transgression und entsprechender Verringerung des Nährstoffeintrags konnte sich das Tiefenwasser wieder mit Sauerstoff anreichern und die Schwarztonsedimentation, deren Dauer auf 20.000 bis 60.000 Jahre geschätzt wird, endete.
Das karbonatische Mutterflöz (auch Grenzdolomit, Grenzkalk oder Productuskalk genannt), das den Kupferschiefer mancherorts in der Schwellenfazies unterlagert, ist vermutlich zeitgleich mit dem Kupferschiefer, aber oberhalb der Redox-Sprungschicht, abgelagert worden. Da mit dem Meeresspiegel auch die Redox-Sprungschicht anstieg, wurden Meeresbodenbereiche, die vormals oberhalb der Sprungschicht lagen, von euxinischem Tiefenwasser überschwemmt und auf dem Mutterflöz lagerte sich Schwarzton ab (→ Walther’sche Faziesregel).

### Vererzungen und Herkunft der Metalle

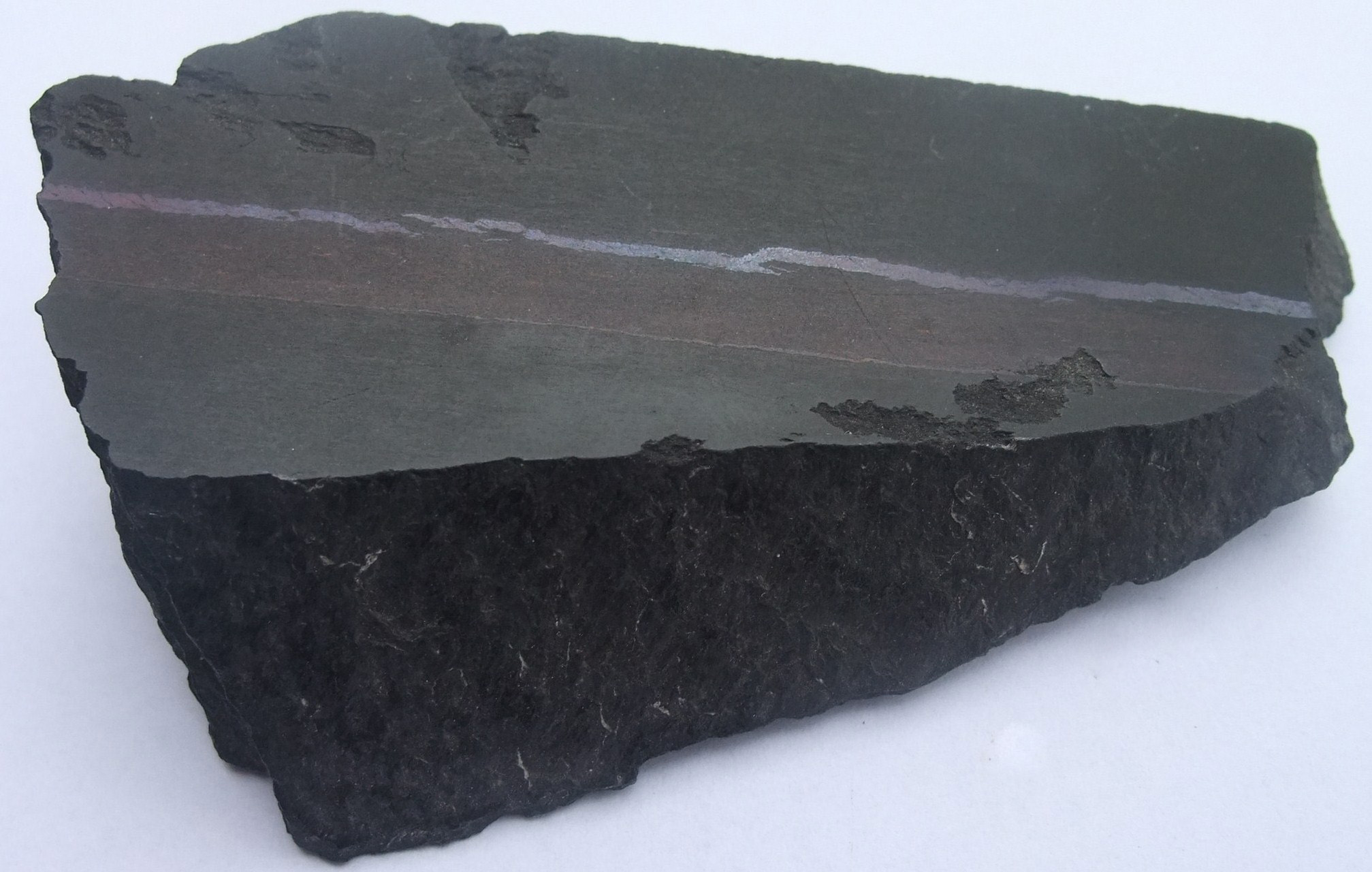
Angeschliffenes Kupferschiefer-Handstück aus dem Mansfelder Revier mit „Erzlineal“ aus Bornit (Buntkupferkies). Dicke des Erzlineals: ca. 1 mm.

Der überwiegende Teil der Kupferschieferablagerungen ist vom Metallgehalt vergleichbar mit anderen Schwarztonsteinen. Nur lokal treten höhere, zumindest historisch abbauwürdige Metallgehalte auf, die epigenetisch, d. h. durch nachträgliche Anreicherung, entstanden und nicht bereits während der Ablagerung. Namensgebend für den Kupferschiefer sind die Kupfererzminerale, die aber nicht immer den Hauptteil der Vererzungen ausmachen. Die Erze können fein im Gestein verteilt sein („Erzspeise“) oder als dünne Bänder (sogenannte „Erzlineale“) oder bohnenförmige Einschlüsse vorkommen (sogenannte „Hieken“).
Bei den abbauwürdigen Vererzungen werden zwei Typen unterschieden:
- „Rote Fäule“: Diese ist gekennzeichnet durch mittlere Metallgehalte von etwa 3 %. Sie tritt nur in Randbereichen der ehemaligen Rotliegendbecken auf und zeigt eine Zonierung die, vereinfacht, drei aufeinanderfolgende Vergesellschaftungen umfasst. Im Kern die eigentliche Rote Fäule, eine an Metallen abgereicherte Oxidationszone mit Hämatit, verschiedenen Eisen-Oxidhydraten und Gips/Anhydrit. Jenseits der Oxidationsfront folgt eine Kupfer-Assoziation mit Chalkosin (Kupferglanz), Digenit (α-Kupferglanz), Covellin (Kupferindig) und Bornit (Buntkupferkies) als typische Mineralvergesellschaftung. Daran schließt nach außen eine Blei-Zink-Assoziation mit Galenit (Bleiglanz) und Sphalerit (Zinkblende) an. In der Regel reichen die Vererzungen auch in die unmittelbar unter- und überlagernden Gesteinseinheiten des obersten Rotliegend (sogenanntes Sanderz) und des Werra-Karbonats hinein. Die Entstehung dieser sulfidischen Vererzungen wird allgemein im Zusammenhang mit der Mobilisierung von Metallen in unterlagernden Rotliegend-Sedimenten und -Vulkaniten oder dem Variszischen Grundgebirge durch aufgestiegene, oxidierende Salzlösungen gesehen. Erreichten die mit Metallen in Form von Metall-Chlorid-Komplexen angereicherten Lösungen das chemisch reduzierende Kupferschiefer-Niveau, verbanden sich die Metallionen mit dem Sulfidschwefel im Sediment und fielen als Erzminerale aus. Dabei wurde in den Bereichen, wo die oxidierenden Lösungen in das Kupferschiefer-Niveau eindrangen, das fein im Sediment verteilte Pyrit zu Hämatit, Eisen-Oxidhydraten und Gips, d. h. zur eigentlichen Roten Fäule, oxidiert. Die Temperatur der an der Bildung der Rote-Fäule-Lagerstätten beteiligten Lösungen wird auf ca. 120 °C geschätzt. Zeitlich fällt diese Vererzung vermutlich in die Trias. Die Vererzungen vom Rote-Fäule-Typ sind charakteristisch für die Lagerstätten im Kupferschiefer u. a. der Lausitz und Niederschlesiens.[5] In Niederschlesien erreicht der Kupfergehalt des Erzes bis zu 15 %.
- „Rücken“: Hierbei handelt es sich um hydrothermale Gänge, die an Störungen gebunden sind. Ihre Entstehung geht auf die Tektonik im Zusammenhang mit der Fernwirkung der Alpenbildung zurück und fällt in die späte Kreide und das Tertiär. Man unterscheidet eine Kobalt-Nickel-Arsen-Barium-Vergesellschaftung (sogenannte Kobaltrücken) mit überwiegend Skutterudit, im Mansfelder Revier eher Nickelin, sowie Safflorit und Millerit als typische Erzminerale und eine Kupfer-Silber-Arsen-Vergesellschaftung mit Tennantit, Enargit, Löllingit und Arsenopyrit als typische Erzminerale. Die mittleren Metallgehalte liegen bei etwa 0,7 %.

Neben den bereits genannten Metallen und Halbmetallen Kupfer, Blei, Zink, Kobalt, Nickel, Arsen und Barium enthalten die Erze des Kupferschiefers teilweise beachtliche Mengen weiterer Metalle, die im Kristallgitter der Erzminerale diadoch eingebaut sind, d. h., ihre Atome nehmen zu einem geringen Teil die Position der normalerweise dort befindlichen, ähnlich großen Atome ein, ohne dass dies die Eigenschaften des entsprechenden Minerals beeinflusst. Es handelt sich dabei um Vanadium, Molybdän, Uran, Silber, Antimon, Wismut, Selen, sowie Cadmium, Thallium, Gold und Platinmetalle. In Niederschlesien liegt der Silbergehalt der Erze bei bis zu 80 g/t. Der Goldgehalt des Sanderzes liegt bei immerhin noch 2 g/t.

## Verwendung

### Baumaterial

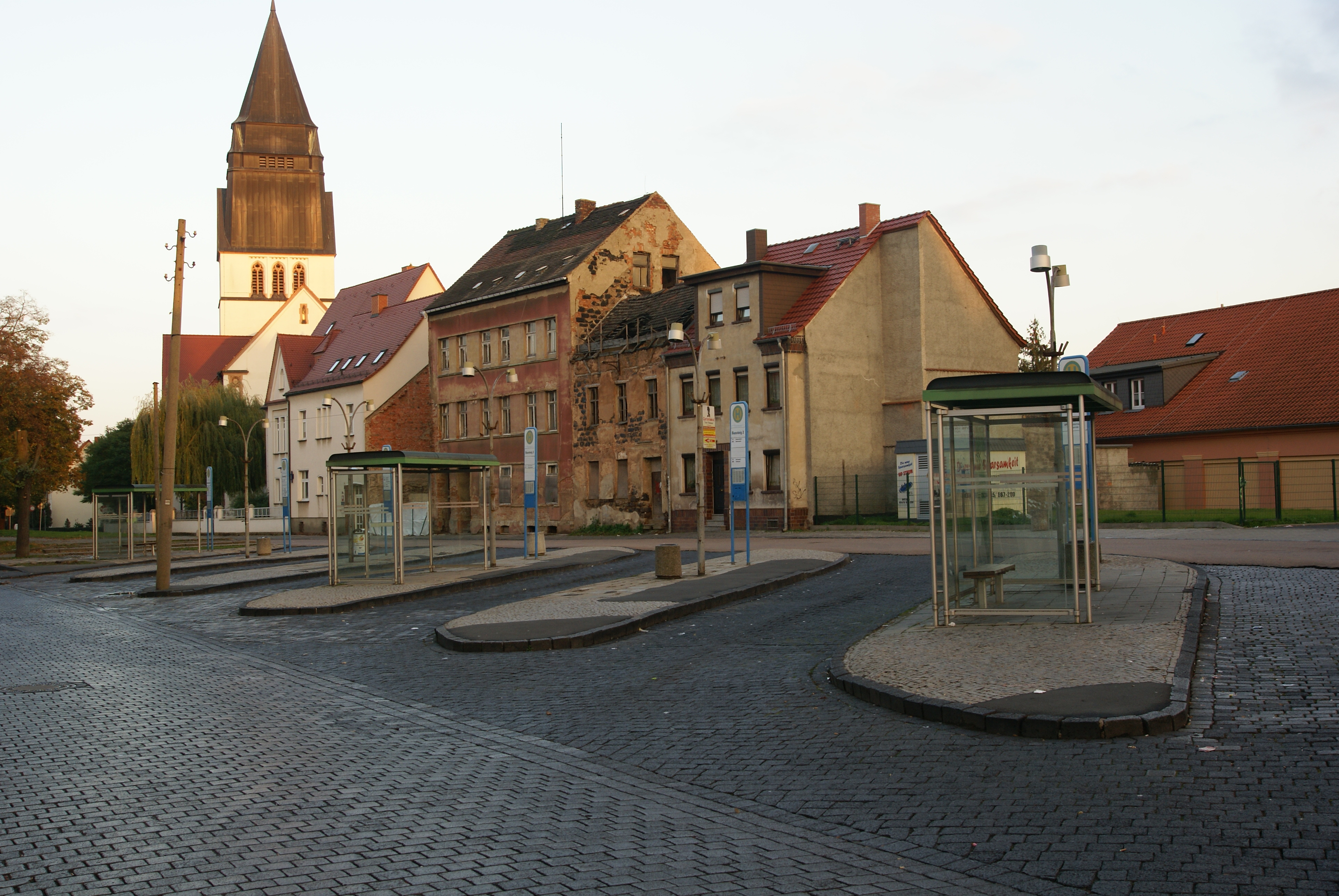
Busbahnhof am Klosterplatz in Eisleben (2010) mit Pflastersteinen aus Kupferschieferschlacke

Schwach vererzter Kupferschiefer, der für die Verhüttung nicht geeignet war, wurde früher nur für provisorische oder vorübergehende Bauwerke (z. B. Mauern) oder als Straßenschotter verwendet. Wegen seiner eher schlechten Spaltbarkeit und seiner geringen Verwitterungsresistenz ist er für Dacheindeckungen oder Fassadenverkleidungen nicht geeignet. Als hervorragendes Baumaterial bekannt und weit verbreitet sind hingegen die aus der Schlacke der Kupferschiefer-Verhüttung gegossenen, blaugrauen, glasigen Pflastersteine. Sie prägen das Straßenbild im Mansfelder Land, finden sich aber in ganz Europa und waren im 20. Jahrhundert ein nicht unwesentlicher wirtschaftlicher Faktor der Mansfeld AG bzw. des ehemaligen Mansfeld-Kombinates. Neben den Pflastersteinen wurden sogenannte Wickelschlacken (etwa 40 × 40 × 60 cm) hergestellt und zum Gebäudebau verwendet. Aufgrund der offenbar relativ hohen radioaktiven Strahlung der Schlacken durften diese ab den 1970er-Jahren nicht mehr zum Bau von Wohnräumen verwendet werden.
Der dem Kupferschiefer auflagernde Zechsteinkalk (Werra-Karbonat) wurde früher häufig zum Hausbau eingesetzt. Heute wird er von den Bergbauhalden geholt oder in Steinbrüchen abgebaut und zu Schotter für den Straßenbau verarbeitet.

### Erze

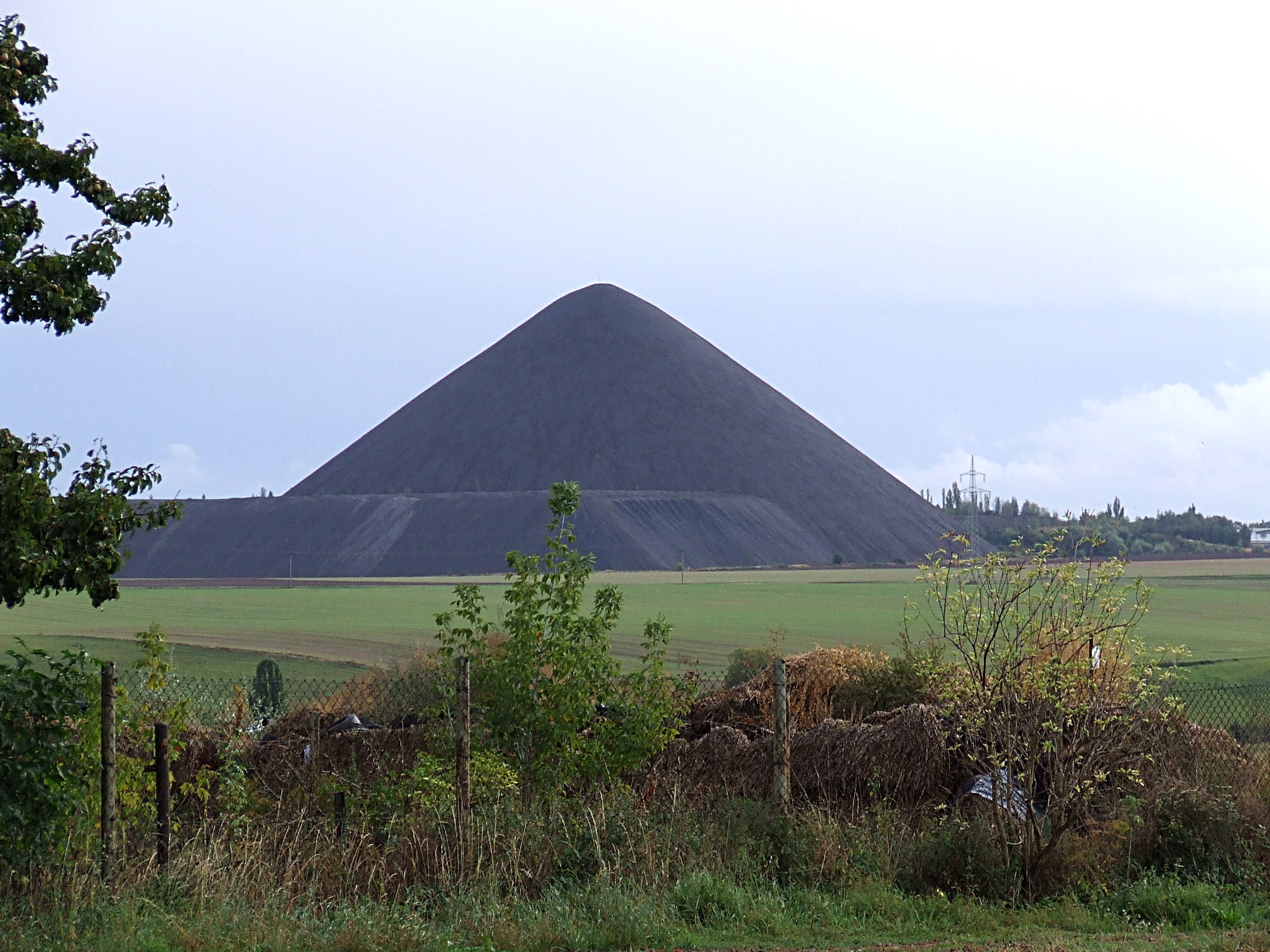
Spuren des Kupferschieferbergbaus im Mansfelder Land: Halde des Ernst-Thälmann-Schachtes bei Siersleben.

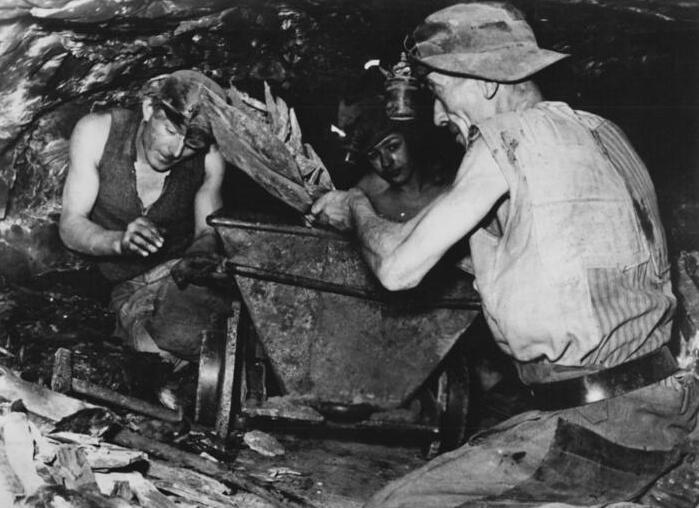
Kupferschieferbergbau im Mansfelder Revier in den 1950er Jahren

Volkswirtschaftlich lange Zeit wesentlich bedeutender waren die Erzvorkommen des Kupferschiefers, die teilweise bereits ab dem Mittelalter an den Mittelgebirgsrändern, dort wo der Kupferschiefer ausstreicht und leicht abgebaut werden konnte, ausgebeutet wurden. Mit Entwicklung des industriellen Bergbaus wurde es möglich, dem Kupferschiefer in immer größere Teufen zu folgen, bis man schließlich stellenweise in über 1000 Meter Teufe vorstieß.
Die bedeutendsten Kupferschieferreviere befanden sich im Mansfelder Land (Abbau bei Hettstedt, Mansfeld, Helbra, Eisleben, Niederröblingen, Sangerhausen bis 1990) sowie in Polen. Diese Lagerstätte in Niederschlesien ist die einzige derzeit in Förderung stehende Kupferschieferlagerstätte der Welt. Mit geschätzten 680 Milliarden Tonnen Roherz bei einem mittleren Kupfergehalt von 2 % handelt es sich um eine der größten Kupferlagerstätten der Welt.
Weniger bedeutenden Bergbau auf Kupferschiefer gab es:
- an der mittleren Saale (Rothenburg),
- am Süd- und Westharzrand (Ilfeld, Nordhausen, Morungen, Questenberg, Neuekrug nahe Seesen),
- am gesamten Nordrand des Thüringer Waldes (Kamsdorf-Könitz, Ilmenau, Schmerbach, Glücksbrunn, Eisenach)
- am Südrand des Kyffhäusergebirges
- am Bottendorfer Höhenzug
- im Richelsdorfer Gebirge (Richelsdorf und Bauhaus bei Sontra, Abbau von Kupferschiefer und Sanderz, letzte Betriebsperiode bis 1955)
- bei Bieber im Spessart (Kupferschiefer bis 1803, Kobaltrücken von ca. 1748 bis 1867)
- und bei Frankenberg/Eder (dort Abbau der „Geismarer Kupferletten“).[Anm. 2]

Der Kupferschieferabbau zur Metallgewinnung wurde in Deutschland 1990 eingestellt, da er nicht wirtschaftlich war. Tatsächlich war er bereits seit etwa den 1930er-Jahren nicht mehr ökonomisch sinnvoll, wurde aber aus Autarkiebestrebungen heraus staatlich subventioniert weiterbetrieben. In der DDR spielte auch Importsubstitution bzw. Einsparung von Devisen eine Rolle. Der Abbau heimischer Bodenschätze verursachte hauptsächlich Kosten in „weicher“ (nicht konvertibler) DDR-Mark. Einkäufe auf dem Weltmarkt mussten hingegen in konvertibler Währung bezahlt werden. Die Erze des Kupferschiefers haben im Vergleich zu anderen Kupfererzvorkommen zwar einen relativ hohen Kupfergehalt (2–3 %, im Richelsdorfer Revier nur ca. 1–1,5 %), jedoch sind sie durch den Untertage-Bergbau und aufgrund der relativ geringen Mächtigkeit der Lagerstätten (selten mehr als 1 Meter) verhältnismäßig kostenintensiv im Abbau.
Im Zuge steigender Weltmarktpreise wurde im Jahr 2007 die KSL Kupferschiefer Lausitz GmbH als Tochter des internationalen Bergbauunternehmens Minera gegründet, die 2009 eine erste Erkundungsbohrung bei Spremberg abteufte und damit Hoffnungen weckte, dass der Kupferschieferbergbau in Deutschland wieder aufleben könnte. Die Mächtigkeit der Vererzung der sogenannten Lagerstätte Spremberg-Graustein-Schleife beträgt bis zu 8 Meter und die Kupfervorräte werden auf etwa 1,5 Millionen Tonnen geschätzt. Bis zum Frühjahr 2019 war das Projekt zur Errichtung eines Bergwerkes östlich von Spremberg allerdings nicht über die Phase des Raumordnungsverfahrens hinausgekommen. KSL treibt das Projekt anscheinend mit einer Geschwindigkeit voran, die gerade ausreicht, um die Aufsuchungserlaubnis nicht zu verlieren. Aktuell (Stand Sommer 2023) gibt das Unternehmen den geplanten Beginn der Förderung für das Jahr 2030 an. Das polnische Unternehmen KGHM, das im Raum Weißwasser/Oberlausitz Erkundungen durchgeführt hatte, beendete sein Engagement in der Lausitz aufgrund unerfüllter Erwartungen offiziell im Mai 2016. Neben eines Anstiegs des Kupferpreises auf dem Weltmarkt könnten auch kostensenkende technische Neuerungen im Bereich des Lösungsbergbaus die Bauwürdigkeit der Kupferschiefervorkommen erhöhen.

## Fossilien

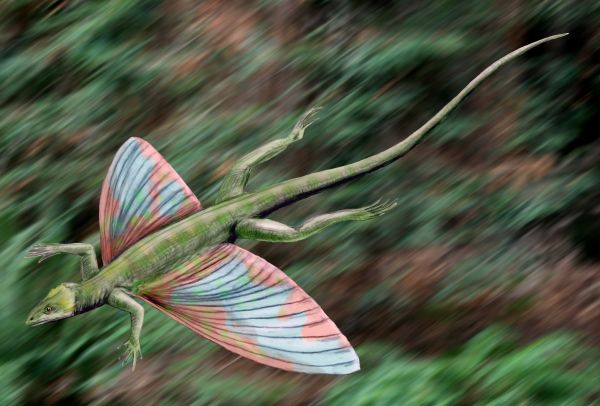
Coelurosauravus jaekeli (Lebendrekonstruktion), ein gleitfliegendes Reptil, das u. a. im Kupferschiefer von Deutschland und im Marl Slate von England gefunden wurde.

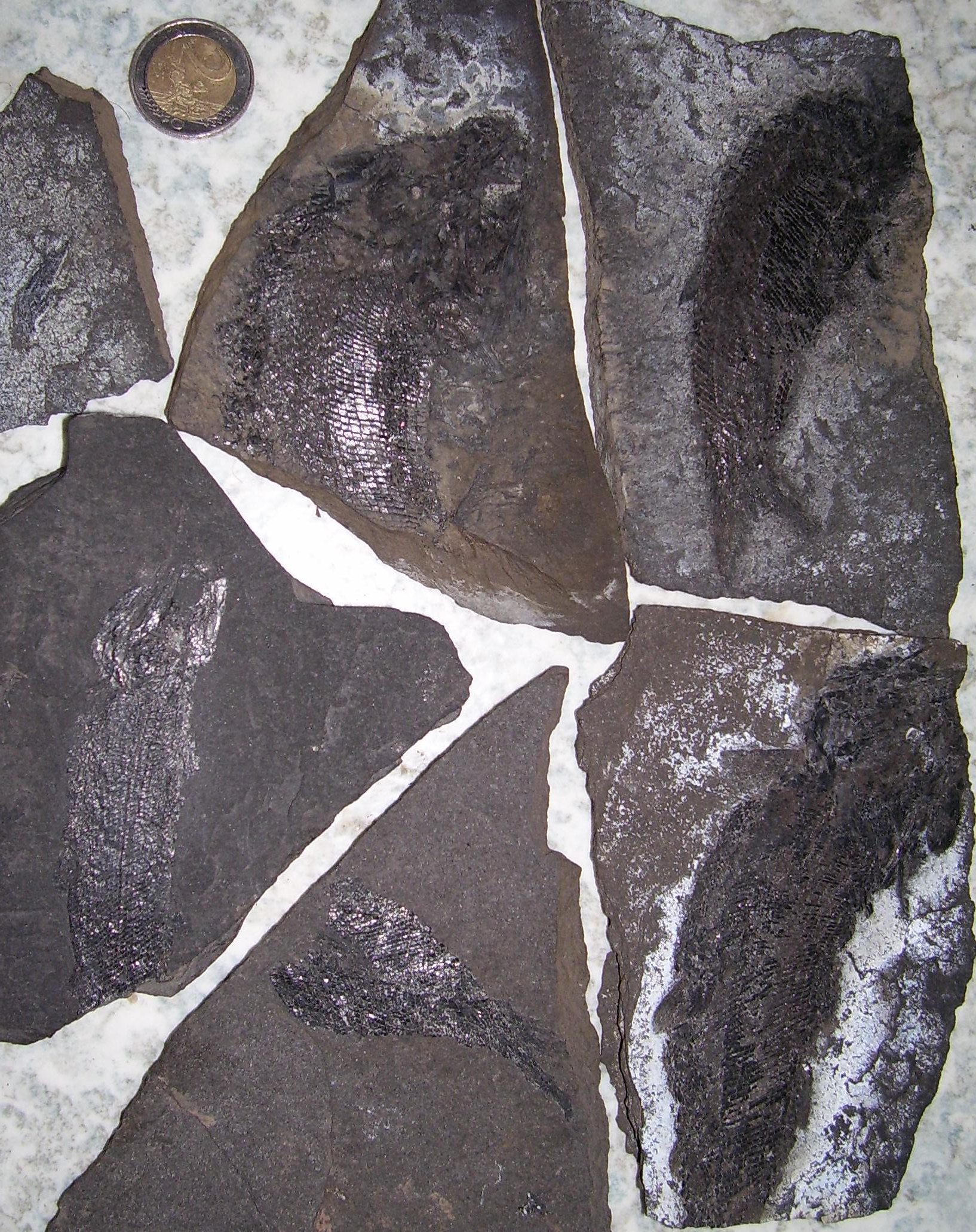
Fossile Fische aus dem Kupferschiefer, vermutlich alles Exemplare der bei weitem häufigsten Art Palaeoniscum freieslebeni. Bei den weißen Flecken handelt es sich wahrscheinlich um Gipsausblühungen durch die Oxidation von Pyrit.

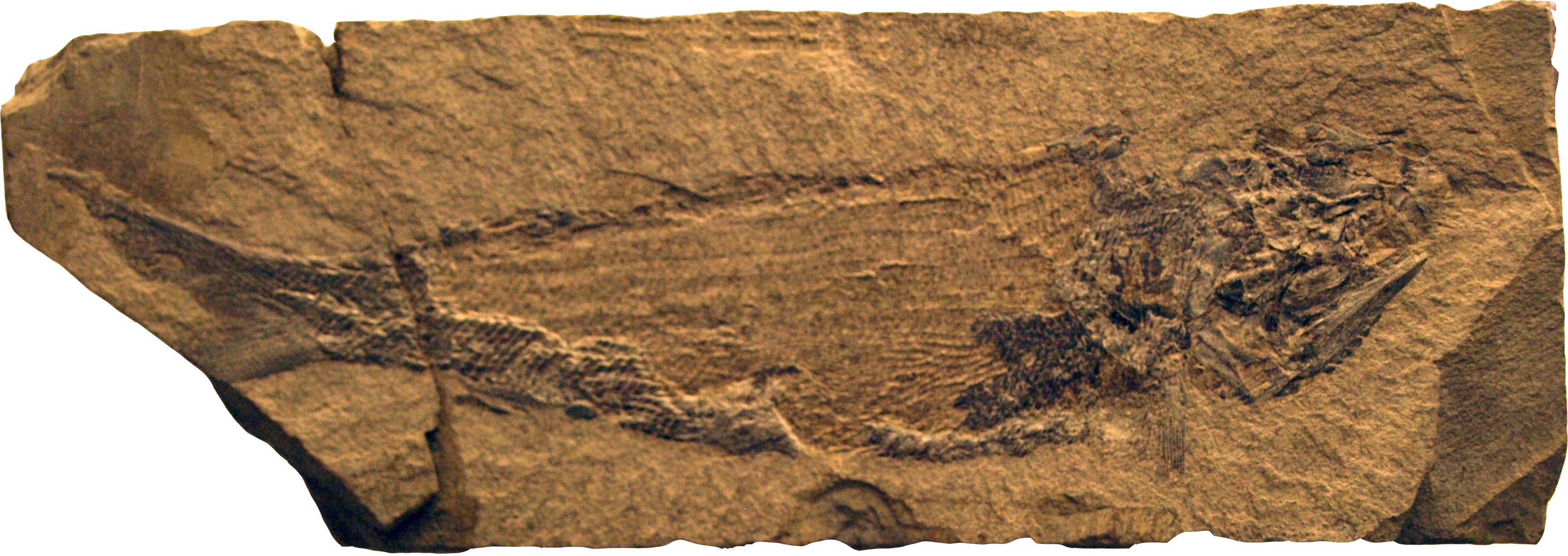
Palaeoniscum freieslebeni aus dem Marl Slate, dem britischen Äquivalent des Kupferschiefers, im British Museum of Natural History in London.

Unter Paläontologen und Sammlern ist der Kupferschiefer bekannt für seine exzellent erhaltenen Fossilien. Viele der Funde wurden auf den Halden der Bergwerke gemacht.
Alle im Schwarztonstein überlieferten Meerestiere lebten relativ nahe der Meeresoberfläche im sauerstoffreichen Wasser und sanken erst nach ihrem Tod zum Meeresboden ab. Sehr häufig sind Überreste von Fischen (sowohl Knochenfische als auch Knorpelfische), wobei ca. 90 % aller Exemplare zu nur einer Art gehören, dem „Eislebener Schieferfisch“ oder „Kupferschieferhering“ Palaeoniscum freieslebeni. Die Bezeichnung „Kupferschieferhering“ ist allerdings eher im Zusammenhang mit der Größe des Fisches zu sehen, denn Palaeoniscum gehört zu den sogenannten Knorpelganoiden und ist daher enger mit Stören als mit Heringen verwandt. Auch wirbellose Tiere lebten zur Zeit der Ablagerung des Kupferschiefers im Zechsteinmeer. Sie finden sich gehäuft vor allem in den karbonatischen Tempestitlagen der Rand- und Schwellenfazies, d. h., sie wurden durch Stürme aus sauerstoffreichen flachen Gewässern dorthin verfrachtet. So finden sich dort Stachelhäuter, Moostierchen, Kopffüßer, Schnecken, Muscheln und Armfüßer. Eine besondere Erhaltungsform für Wirbellose im Kupferschiefer ist die als Mageninhalt von Fischen. Klappenreste des Armfüßers Horridonia horrida (früher: Productus horridus, das namensgebende Fossil des Productuskalks) und Reste der Moostierchenkolonie Acanthocladia anceps fanden sich als Mageninhalt des Holocephaliers Janassa bituminosa im Richelsdorfer Kupferschiefer und Reste von Zehnfußkrebsen wurden als Mageninhalt der gleichen Fischart im Niederrheinischen Kupferschiefer gefunden.
Neben Meerestieren gibt es im Kupferschiefer und im englischen Marl Slate auch Reste von Landlebewesen, vor allem Reptilien und Landpflanzen. Sie sind vermutlich durch Flüsse ins Meer gespült worden. Die oberpermische Reptilienfauna Mitteleuropas ist vertreten durch die frühen Diapsiden Protorosaurus speneri und Coelurosauravus jaekeli. Letztgenannter ist das älteste bekannte Wirbeltier, das sich durch Gleitflug von Baum zu Baum fortbewegen konnte, so wie es u. a. heutige Riesengleiter, Flughörnchen oder Flugdrachen tun. Parasaurus geinitzi, der erste Pareiasaurier, der jemals wissenschaftlich beschrieben wurde, ist bislang nur aus dem Kupferschiefer, nicht aber aus dem Marl Slate bekannt. Die überlieferte Flora setzt sich zusammen aus Riesenschachtelhalmen, Cordaiten, frühen Koniferengewächsen, frühen Ginkgogewächsen und Samenfarnen. Hierbei sind Pflanzen auch in Form von Mageninhalt bei einigen Exemplaren von Protorosaurus und Parasaurus überliefert.
Die gute und relativ reichhaltige Überlieferung von Wirbeltieren im Kupferschiefer steht nicht zuletzt mit der Sauerstoffarmut am damaligen Meeresboden und der dadurch bedingten weitgehenden Abwesenheit einer Bodenfauna in engem Zusammenhang. So gibt es nur wenige Zeugnisse der Aktivität von Lebewesen an oder im Sediment. Diese beschränken sich weitgehend auf Funde von Chondrites (Erzeuger unklar) im Mansfelder Revier sowie ?Psammichnites und Uchirites triangularis (beide möglicherweise von grabenden, sedimentfressenden Muscheln verursacht) im Richelsdorfer Gebirge.